# Typhlodessus monteithi
Typhlodessus monteithi är en skalbaggsart som beskrevs av Michel Brancucci 1985. Typhlodessus monteithi ingår i släktet Typhlodessus och familjen dykare. Inga underarter finns listade i Catalogue of Life.